# Clystea langleyi
Clystea langleyi är en fjärilsart som beskrevs av Klages 1906. Clystea langleyi ingår i släktet Clystea och familjen björnspinnare. Inga underarter finns listade i Catalogue of Life.